# 산악파
산악파 또는 몽타뉴파(La Montagne)는 프랑스 혁명 시기 국민공회에서 활동하던 가장 급진적인 정치 파벌로, 지롱드파와 대립하였다.
프랑스 혁명 기간에 벌어진 공포정치의 주도 세력이었으며, 혁명에 대해 온건적 입장이었던 지롱드파와 대립하였다. 파벌 일원은 각자 사상이 조금씩 달랐으나, 장자크 루소의 공화주의 이상 실현, 경제에 대한 광범위한 통제, 급진적인 토지 개혁, 폭력을 통한 공화정 질서 확립, 합리주의에 기초한 보편주의적 국가 운영 등을 주장하였다.
테르미도르의 반동 이후 주요 지도자들이 단두대로 가면서 사실상 몰락하였지만, 몇몇 일원은 프랑스 전역에 급진적 공화주의 조직을 결성하였으며, 19세기 공상적 사회주의 운동의 시초가 되었다.
카를 마르크스는 이들의 혁명성이 어디까지나 부르주아적 사고에 기초하고 있었다는 점에서 한계를 지적했지만 동시에 유럽 사회 진보에 직접적인 영향을 줬다는 점에서 긍정적으로 여겼다.

## 기원
프랑스 혁명 동안 1791년 입법의회의 좌파 의원들은 산악파(la Montagne)라고 불린 반면, 중도파 의원들은 평원파(la Plaine) 또는 늪지파(le Marais)라는 이름으로 불렸다. "지롱드파(Girondins)"라는 이름이 브리소를 따르던 이들이 보르도 출신이란 점을 설명하는 것에 반하여, "산악파"라는 이름의 기원을 두고 사학계에서는 의문들이 제기되었다. 여러 설명들이 제시되었다.
가장 주류 의견 중 하나로는, 산악파 의원들이 의회 왼쪽의 가장 높은 의석에 앉았기 때문에 이 같은 의석 위치에 근거하여 "평원(Plaine)"에 대비되는 "산(Montange)"이라 불렀다는 것이다. 루이 메트리에에 따르면, 이 같은 고저대비는 단지 의회 위치만이 아니라 더 보편적으로 파리의 지정학적 구조와 대응하는 것으로, 좌파 의원들이 생트 주느비에브 산 주변 구역에서 온 성직계 출신으로 코르들리에 수도원에서 모인 것이라면, 우파 의원들은 센강 우안의 평지 주변(뱅돔 광장과 팔레루아얄 사이) 구역들에서 온 금융계 출신으로 푀양 수도원에서 모였다는 점에서 근거한다.

## 주요 인물

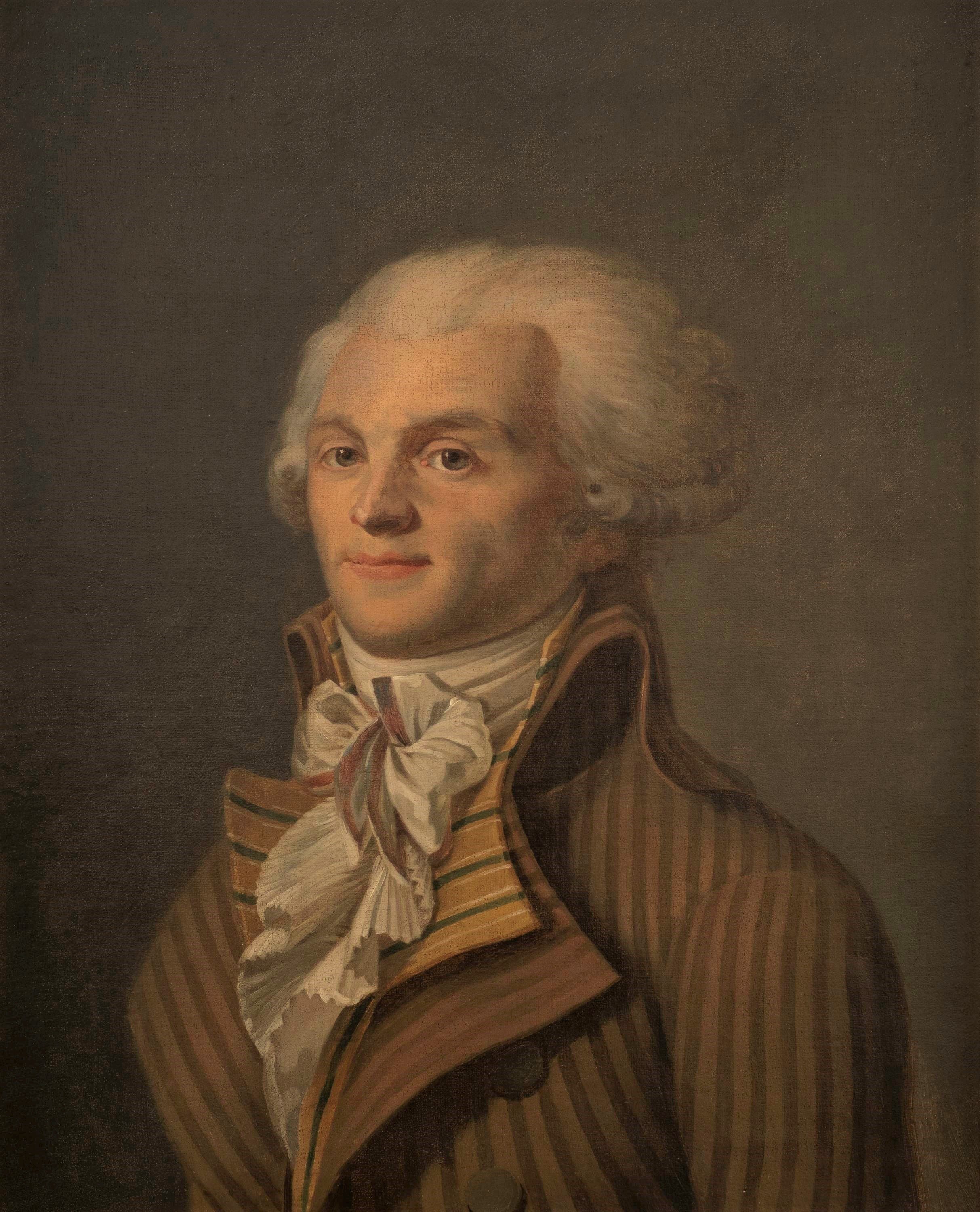
로베스피에르
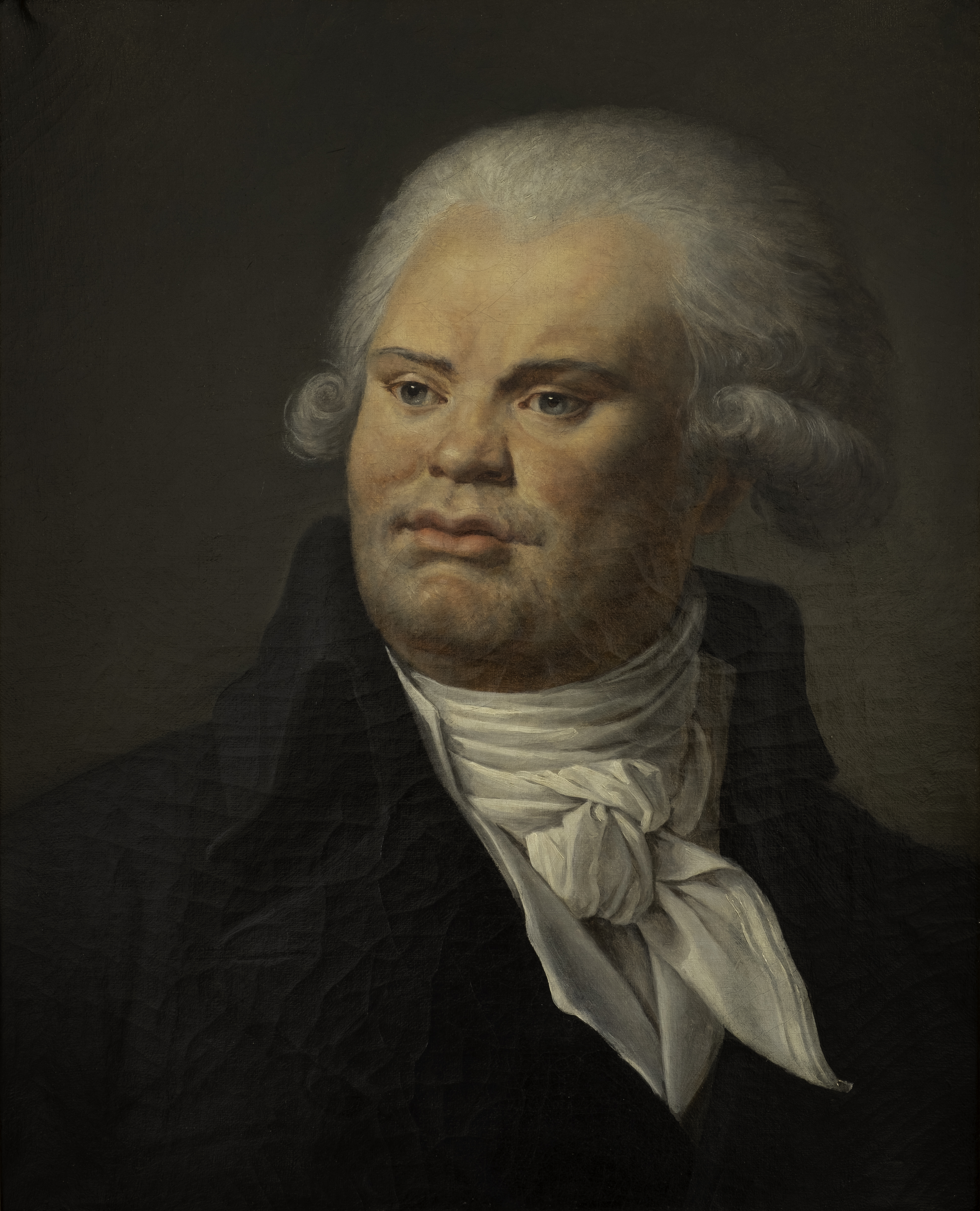
조르주 당통
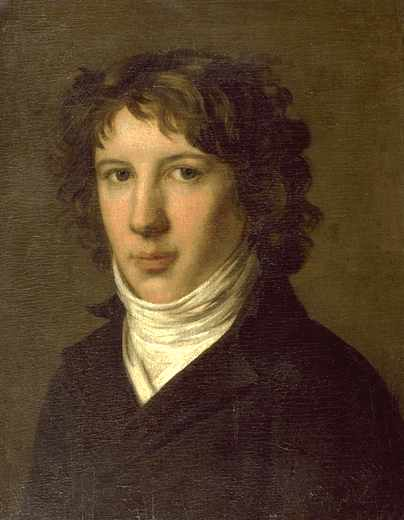
생쥐스트
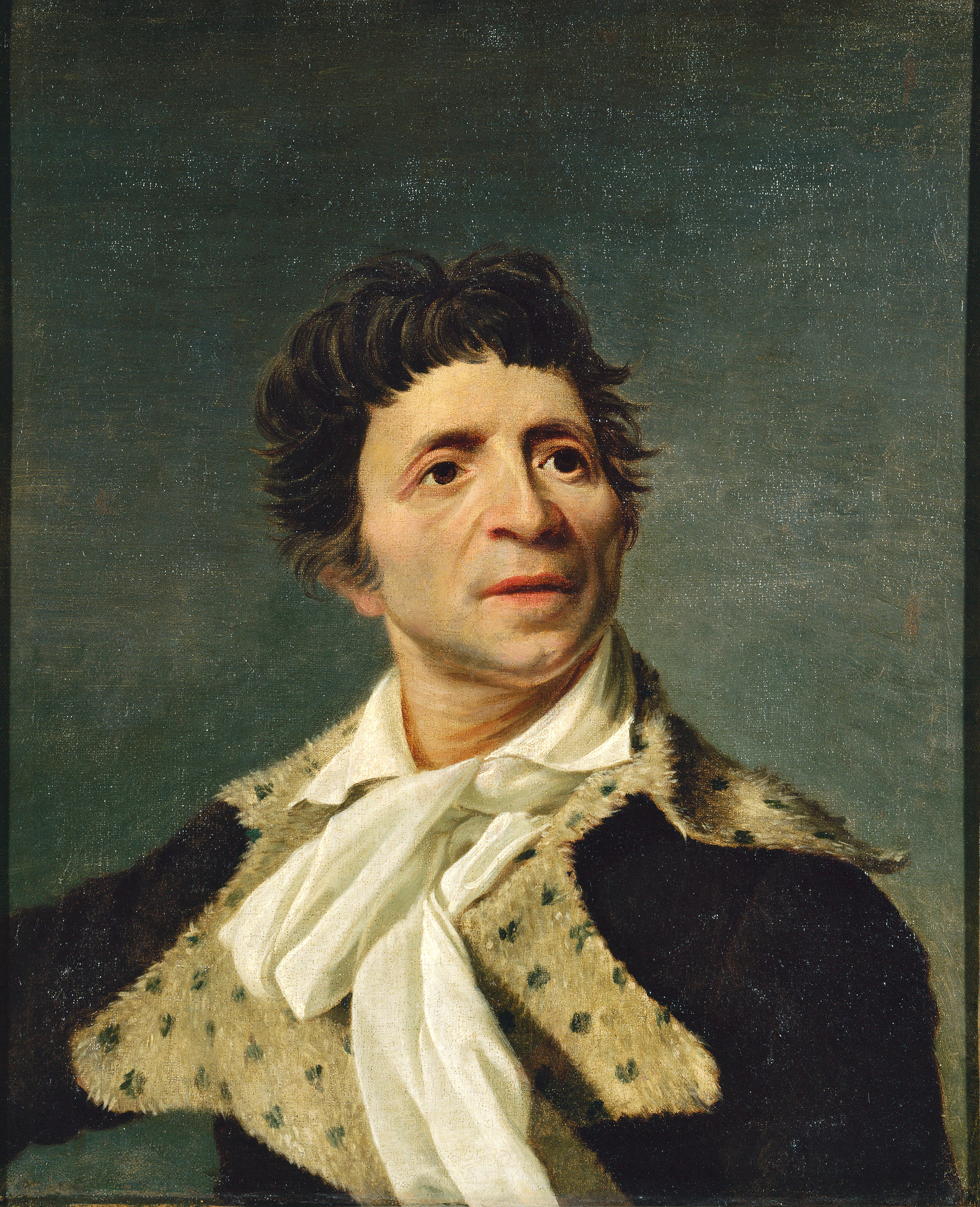
장폴 마라
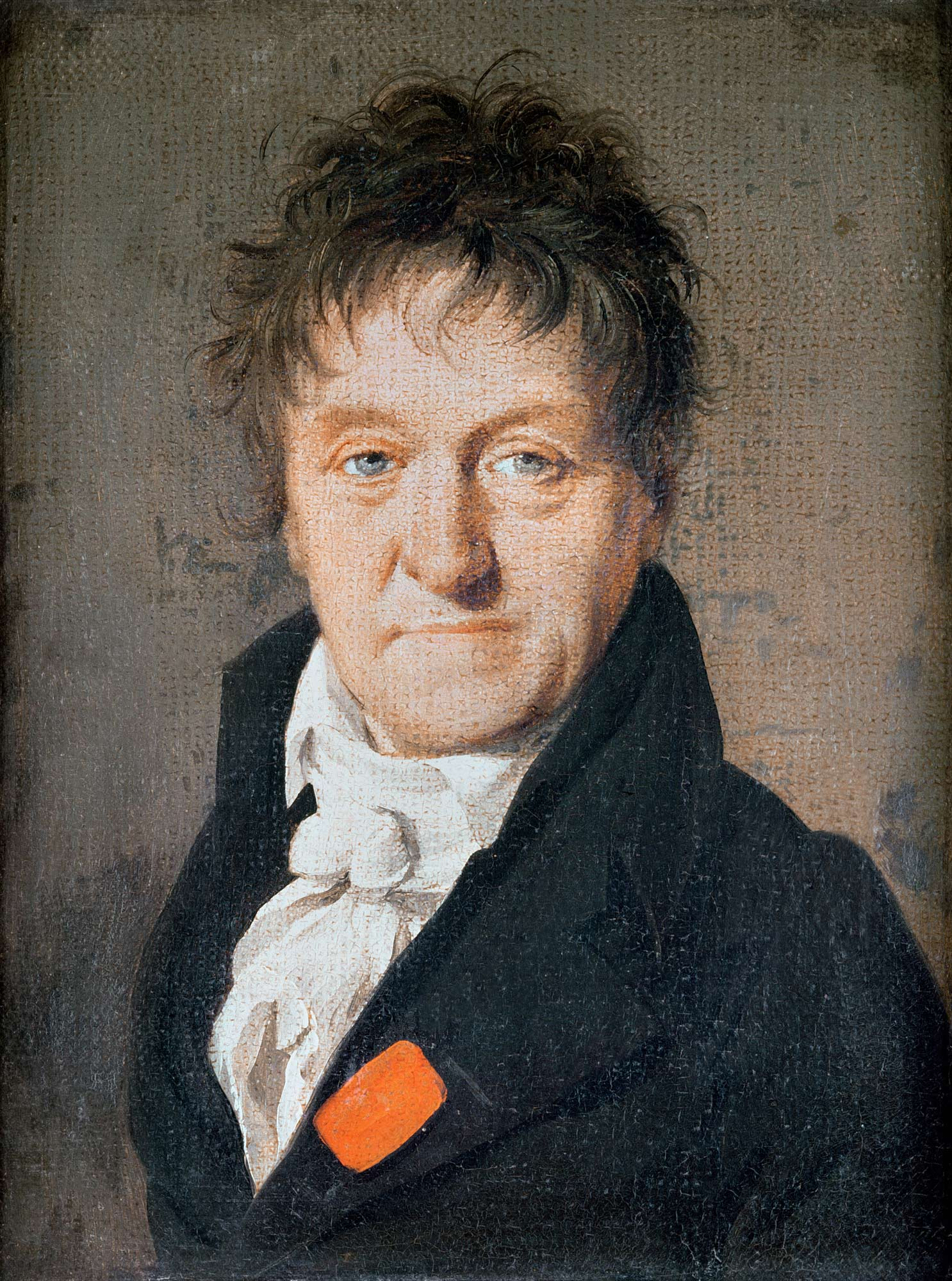
라자르 카르노
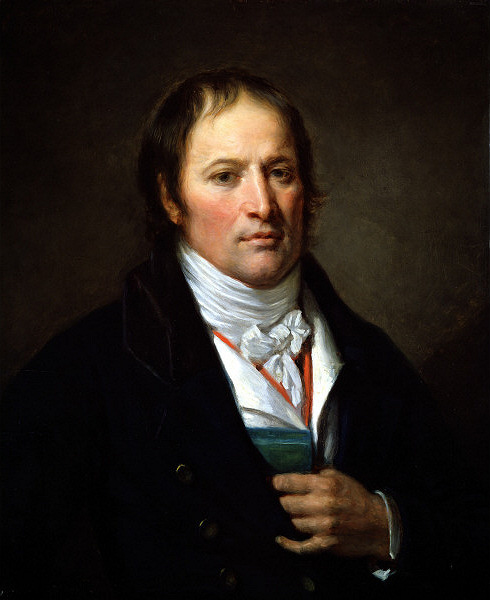
자크니콜라 비요바렌
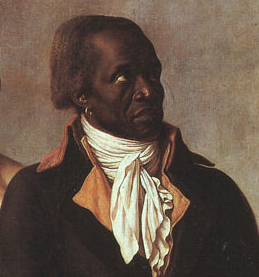
장바티스트 벨리
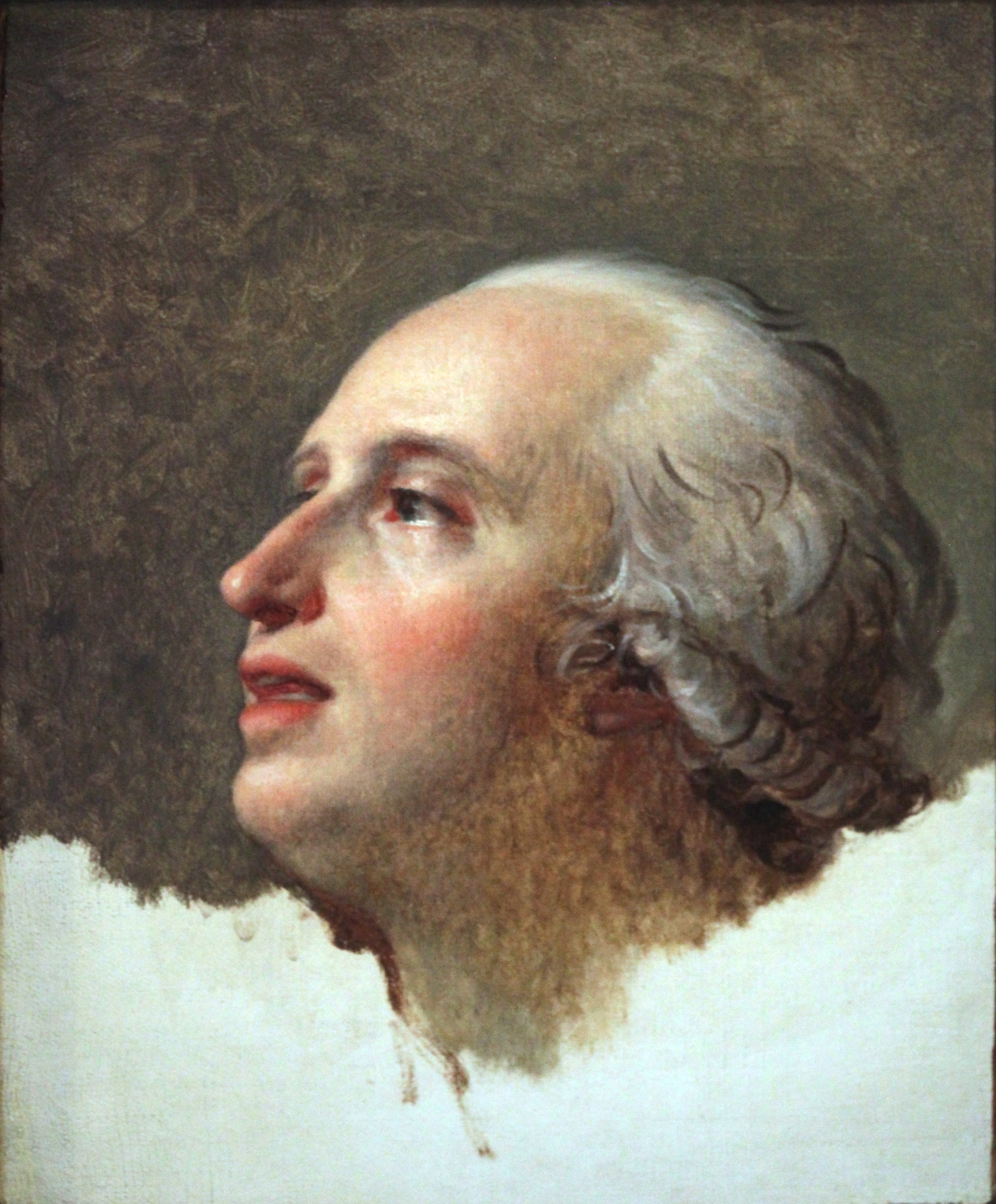
피에르루이 프리외르 "마른의 프리외르"

## 같이 보기
- 장 미셸 뒤루아
- 지롱드파
- 로베스피에르
- 관용파
- 크레타파
- 자코뱅파
- 코르들리에
- 산악파 (1849년)